# バフマンFC
バフマン・キャラジFC (ラテン文字:Bahman Karaj Football Club、ペルシア語: باشگاه فوتبال بهمن کرج) は、かつてイランのキャラジを本拠地としていたサッカークラブである。1993年、ヴァフダートFCとバンク・セパーFCのクラブライセンスを購入、入れ替わりで国内トップリーグであるアーザーデガーン・リーグに参加した。クラブ創設後数年は1991、1992年に国内リーグを制したパス・テヘランFCから移籍してきた選手が過半数を占めた。

## 歴史
バフマンは1999-2000シーズンのアーザーデガーン・リーグまで国内リーグに参加していたが、ペイカーンFCに買収され合併、クラブは消滅した。

## 獲得タイトル
- ハズフィー・カップ
  - 1995, 優勝

## 歴代監督
- フィールーズ・カリーミー (1994–1995)
- ファルハード・カーゼミー (1995–2000)

## 歴代所属選手
- メフディー・アブタヒー
- マールカール・アーガージャーニーアーン
- レザー・アムリー
- ホダーダード・アズィーズィー
- ハミード・エスティーリー
- サタール・ハメダーニー
- ハーシェム・ヘイダーリー
- モハマド・ハクプール
- アリー・ラティーフィー
- モハンマドレザー・マフダヴィー
- ファルハード・マジーディー
- アリー・アスガル・モディール・ルースター
- ナーデル・モハンマドハーニー
- モハンマド・ナヴァーズィー
- レザー・レザーイーマネシュ
- ナイーム・サーダーヴィー
- アフマド・サジャーディー
- アミール・フーシャーング・シャーリーフィー
- ハーディー・タバータバーイー
- メフディー・タールタール
- メフディー・ヴァーエズィー
- アリー・アクバル・ユーセフィー